# Heliotropium polyanthellum
Heliotropium polyanthellum är en strävbladig växtart som beskrevs av Ivan Murray Johnston. Heliotropium polyanthellum ingår i Heliotropsläktet som ingår i familjen strävbladiga växter. Inga underarter finns listade i Catalogue of Life.